# Typhlacontias johnsonii
Espèce
Typhlacontias johnsonii est une espèce de sauriens de la famille des Scincidae.

## Répartition
Cette espèce est endémique d'Afrique du Sud.

## Publication originale
- Andersson, 1916 : Notes on the reptiles and batrachians in the Zoological museum at Gothenburg : with an account of some new species. Göteborgs Kungliga Vetenskaps och Vitter-Hets Samhalles Handlingar, Series B, sér. 4, vol. 17, p. 1-41.